# Brelle

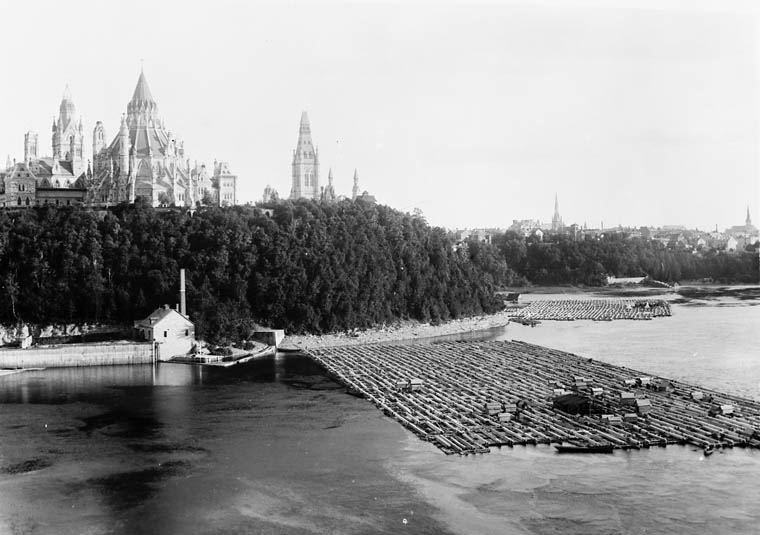
William James Topley. Train de bois photographié près de la colline du Parlement à Ottawa vers 1882. Dans l'Outaouais (Québec), première moitié du XIXe siècle, le bois équarri représente la plus grande partie des exportations vers la Grande-Bretagne. Léquarri prend le nom de plançon, il est flotté sur les cours d'eau, assemblé par trois en « brelle », puis en « cage », d'où le nom de cageur. Les cages sont assemblées en trains de bois.

Une brelle (du verbe brêler ou breller, fixer fortement avec des cordages, soit les poutrelles aux bateaux, soit les madriers aux poutrelles, brêlage est de même racine), désigne une certaine quantité de bois équarris liés ensemble dont on formait les trains de bois flotté, à destination de la charpenterie. Les brelles sont appelées « coupons » pour les trains de bois à brûler.
Le brelleur était l'ouvrier qui mettait la bois en brelle.

## Description
On fait des trains ou radeaux plus ou moins grands, suivant la force des rivières. Ceux de bois équarri à l'usage des charpentiers, se font avec plus de facilité que les trains de bois à brûler ; ce qui est fort commode pour les transporter au loin à peu de frais. Ils sont ordinairement formés de quatre brelles ; ce qu'on appelle coupons dans les trains de bois à brûler. Chaque brelle a communément sept toises et demie de longueur, sur une largeur qui varie suivant le besoin : on tient ces trains étroits quand ils doivent descendre des rivières qui ont peu de largeur et beaucoup de sinuosités, ou quand ils doivent passer par des écluses.
Néanmoins, suivant l’usage le plus ordinaire, sur les grandes rivières, la largeur des brelles varie depuis quatorze jusqu'à dix-huit ou vingt pieds ; on en fait quelquefois sur les petites rivières qui n’ont que six ou huit pieds de largeur ; mais à l'entrée des grandes rivières, on en réunit plusieurs à côté les unes des autres, pour en former une seule de la largeur susdite. Il n'en coûte pas plus aux marchands de faire conduire un grand train qu'un petit, il est donc de leur intérêt de les faire aussi grands qu'il est possible. On forme plus ou moins de brelles, suivant que les bois sont plus ou moins longs.
Mais comme toutes les brelles d'un même train ne font pas de la même longueur, on assortit, le mieux qu'il est possible, les pièces qui doivent former une brelle, et on a soin que les deux côtés soient formés par deux fortes pièces qui aient toute la longueur de la brelle : on choisit encore une assez belle pièce qu’on place au milieu pour y mettre les moussières, qui sont deux chevilles enfoncées à la tête de cette pièce, pour retenir les rames dont on se sert pour conduire le train : ces moussières se placent l'une à la tête et l'autre à la queue du train.
Toutes les pièces qui doivent former une brelle, doivent être placées à côté les unes des autres, et liées sur des travertins nommés pouliers, qui sont des perches de six à sept pouces de grosseur au milieu, et dont la longueur fait la largeur des brelles. On place cinq poulies sur chaque brelle, deux près l'un de l'autre à chaque extrémité, et un dans le milieu. On perce avec une tarière un trou oblique qui commence à la face supérieure d'une pièce, et qui aboutit à une face verticale ; on met dans ce trou une rouette qui embrasse les pouliers ; on fait un nœud ou maillon qui serre fortement le poulier contre la pièce ; on fait la même chose à l’autre extrémités de la pièce ; et les cinq pouliers ainsi liés très fermement sur toutes les pièces de bois carré qui forment une brelle, elle se trouve achevée.
On remarquera qu'on ajuste à terre, à côté les unes des autres, toutes les pièces qui doivent former une brelle ; on pose dessus une règle, qui représente les pouliers, pour marquer où doivent se faire les trous ;on sépare les pièces et l'on fait les trous. Il n'y a souvent dans une brelle que trois pièces qui aient toute sa longueur, les deux gardes des bords, et la pièce du milieu, où l'on place les moussières. Les autres pièces qu'on nomme de remplissage, se trouvant de différentes longueurs, sont ajustées de façon que plusieurs puissent faire la longueur de la brelle ; on les lie les unes aux pouliers de l'avant, les autres aux pouliers de l’arrière et à celui du milieu, sinon on perce des trous au bout des pièces qui se touchent, pour les lier les unes aux autres avec des rouettes.
Pour qu’un train puisse bien se gouverner à l'eau, il faut qu'il soit plus large par le bout de derrière que par celui de devant ; ce que l'on peut faire aisément en disposant les pièces de façon que leur bout le plus menu soit placé à l'avant de la brelle, et le gros bout vers l’arrière. Lorsque les bois sont lourds, et qu’on les juge pouvoir devenir canards en peu de temps, on ménage entre les pièces de remplissage, surtout vers l'avant et vers l’arrière, des places vides, dans lesquelles on place des futailles que l'on assujettit fermement avec de fortes harts. On fait plus ou moins de coupons du brelles, suivant que les pièces de bois sont plus ou moins longues. Le coupon de devant se nomme coupon ou brelle de tête, et celui de derrière brelle de queue. Le dessus des brelles doit toujours être de niveau ; le dessous ne peut pas toujours l'être, parce que les pièces sont d’épaisseur inégale. Toutes les pièces qui doivent former une brelle ayant été ajustées sur le rivage et percées de leurs trous aux endroits marqués avec la règle, on les jette à l'eau pour lier à flot les pouliers sur les pièces avec des rouettes. Les deux brelles étant faites, on les lie l’une à l'autre, de façon qu'il y ait du jeu entre elles cuisamment pour pouvoir leur faire prendre la courbure des sinuosités d'une rivière. Ces trains ainsi dressés, on les conduit de la même manière que ceux de bois à brûler ; on les gouverne avec des perches ou avec deux rames, qu'on place entre les moussières de l’avant et celles de derrière.

## Notes

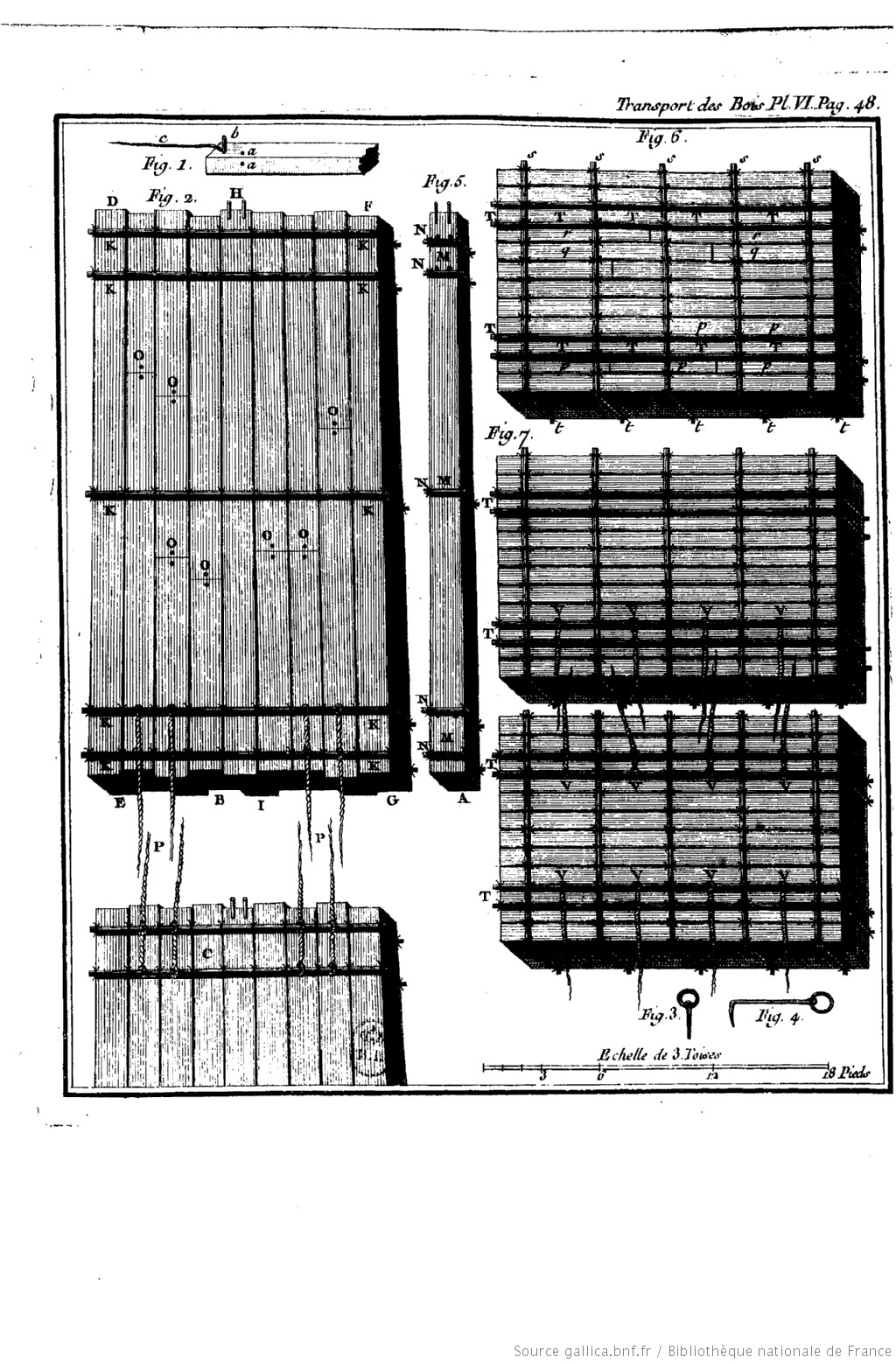
Henri Louis Duhamel du Monceau. Du transport, de la conservation et de la force des bois. 1767 Planche VI page 48, destinée à faire voir comment on réunit les bois quarrés et les bois de sciage pour en faire des trains propres à flotter sur les rivières.